# Podolobium ilicifolium
Podolobium ilicifolium är en ärtväxtart som först beskrevs av Henry Charles Andrews, och fick sitt nu gällande namn av Michael Douglas Crisp och Peter Henry Weston. Podolobium ilicifolium ingår i släktet Podolobium och familjen ärtväxter. Inga underarter finns listade i Catalogue of Life.